# Верховный Совет Башкирской АССР
Верховный Совет Башкирской АССР (баш. Башҡорт АССР-ы Юғары Советы) — высший орган государственной власти в Башкирской АССР.

## Адрес
Первоначально Верховный Совет Башкирской АССР размещался по адресу: БАССР, г. Уфа, ул. Пушкина, д. 106.
В 70-х годах XX века Верховный Совет Башкирской АССР переехал в здание по адресу: Уфа, ул. Заки Валиди, 40, Дом Государственного Собрания Республики Башкортостан.

## История
Верховный Совет Башкирской АССР был образован согласно Конституции БАССР 1937 года.
Предшествующими Высшими органами государственной власти в Башкирской АССР были:
- Военно-революционный комитет Башкирской Советской Республики — Башревком. Создан 21 февраля 1919 года в селе Темясово на Всебашкирском военном съезде с участием членов Башкирского правительства и представителей башкирских полков. В состав Башревкома вошли в основном члены бывшего Башкирского правительства — А.-З. Валидов, Т. Имаков, М. Кулаев, И. Алкин, Ю. Бикбов.
- Центральный исполнительный комитет (ЦИК) и Совет народных комиссаров (СНК) БАССР — утверждён на I съезде Советов Башкирской АССР в июле 1920 года в Стерлитамаке.

Первые выборы в Верховный Совет БАССР состоялись 26 июня 1938 года. В состав Верховного Совета БАССР первого созыва вошли 150 депутатов.
25—28 июля 1938 года в Уфе прошла первая сессия Верховного Совета БАССР первого созыва. На сессии был избран Президиум Верховного Совета БАССР и образовано правительство — Совет Народных Комиссаров республики. Создала две постоянно действующие комиссии: законодательных предположений и бюджетную.
Верховный Совет первого созыва возглавил Председатель Верховного Совета БАССР А. Т. Заликин, заместителями были И. Б. Долганов, М. Н. Сиразетдинова. Председателем Президиума Верховного Совета был избран Р. К. Ибрагимов. Секретарем Президиума ВС — М. Г. Вальшин.
C 1938 по 1993 год состоялись 12 выборов депутатов Верховного Совета Башкирской АССР.
11 октября 1990 года на третьей сессии Верховного Совета БАССР двенадцатого созыва была принята Декларация о государственном суверенитете республики.
Согласно Конституции Республики Башкортостан 1993 года Высшим и единственным законодательным (представительным) органом государственной власти Республики Башкортостан с 24 декабря 1993 года становится Государственное Собрание — Курултай Республики Башкортостан.

## Верховный Совет Башкирской АССР
Согласно Конституции БАССР 1978 года Верховный Совет БАССР являлся высшим органом государственной власти и был правомочен решать все вопросы, отнесенные Конституцией СССР, Конституцией РСФСР, Конституцией Башкирской ССР к ведению республики.
Принятие Конституции Башкирской АССР, внесение в неё изменений; утверждение государственных планов экономического и социального развития и государственного бюджета Башкирской АССР и отчетов об их выполнении; образование подотчетных ему органов осуществлялось Верховным Советом Башкирской АССР. Законы Башкирской АССР принимались также Верховным Советом Башкирской АССР.
Верховный Совет Башкирской АССР состоял из 280 депутатов, избираемых по избирательным округам с равной численностью населения.
Верховный Совет Башкирской АССР избирал Председателя Верховного Совета Башкирской АССР и двух его заместителей. Председатель Верховного Совета Башкирской АССР руководил заседаниями Верховного Совета Башкирской АССР и ведал его внутренним распорядком.
Сессии Верховного Совета Башкирской АССР созывались два раза в год. Внеочередные сессии созываются Президиумом Верховного Совета Башкирской АССР по его инициативе или по предложению не менее одной трети депутатов Верховного Совета Башкирской АССР. Сессия Верховного Совета Башкирской АССР состояла из заседаний, а также проводимых в период между ними заседаний постоянных и иных комиссий Верховного Совета Башкирской АССР.
Президиум Верховного Совета Башкирской АССР обладал следующими полномочиями:
- назначал выборы в Верховный Совет Башкирской АССР и местные Советы народных депутатов;
- созывал сессии Верховного Совета Башкирской АССР;
- координировал деятельность постоянных комиссий Верховного Совете Башкирской АССР;
- осуществлял контроль над соблюдением Конституции Башкирской АССР;
- давал толкование законов Башкирской АССР;
- осуществлял руководство деятельностью местных Советов народных депутатов;
- образовывал города районного подчинения, районы в городах, производил их наименование и переименование;
- отменял постановления и распоряжения Совета Министров Башкирской АССР, решения районных и городских (городов республиканского подчинения) Советов народных депутатов в случае несоответствия их закону;
- награждал Почётной Грамотой Президиума Верховного Совета Башкирской АССР; устанавливал и присваивал почётные звания Башкирской АССР.

## Председатели Президиума Верховного Совета Башкирской АССР
Ибрагимов, Рахим Киреевич (июль 1938—1946)
Нигмаджанов, Гильман Вильданович (1946—1950)
Загафуранов, Файзрахман Загафуранович (1950—1967)
Султанов, Файзулла Валеевич (март 1967 — апрель 1990)

## Председатели Верховного Совета Башкирской АССР
Заликин, Александр Тарасович (июль 1938—1939)
Набиуллин, Валей Габеевич (1939 — март 1947)
Кадыров, Имам-Гали Галимович (март 1947 — апрель 1955)
Нуриев, Зия Нуриевич (апрель 1955—1959)
Тимергазин, Кадыр Рахимович (март 1959 — март 1963)
Исмагилов, Загир Гарипович (март 1963—1975)
Гирфанов, Вакиль Калеевич (1975—1979)
Мирзагитов, Асхат Масгутович (1980 — 24 ноября 1989 †)
Рахимов, Муртаза Губайдуллович (7 апреля 1990 — декабрь 1993)
Дёмин, Юрий Сергеевич (декабрь 1993—1995)

## Депутаты Верховного Совета БАССР
- Список депутатов Верховного Совета БАССР первого созыва (заседал с 1938 по 1947 гг.)
- Список депутатов Верховного Совета БАССР второго созыва (заседал с 1947 по 1951 гг.)
- Список депутатов Верховного Совета БАССР третьего созыва (заседал с 1951 по 1955 гг.)
- Список депутатов Верховного Совета БАССР четвертого созыва (заседал с 1955 по 1959 гг.)
- Список депутатов Верховного Совета БАССР пятого созыва (заседал с 1959 по 1963 гг.)
- Список депутатов Верховного Совета БАССР шестого созыва (заседал с 1963 по 1967 гг.)
- Список депутатов Верховного Совета БАССР седьмого созыва (избран 29 марта 1967, заседал с 1967 по 1971 гг.)
- Список депутатов Верховного Совета БАССР восьмого созыва (избран 25 июня 1971, заседал с 1971 по 1975 гг.)
- Список депутатов Верховного Совета БАССР девятого созыва (избран 3 июля 1975, заседал с 1975 по 1979 гг.)
- Список депутатов Верховного Совета БАССР десятого созыва (избран 21 марта 1980, заседал с 1980 по 1985 гг.)
- Список депутатов Верховного Совета БАССР одиннадцатого созыва (избран 22 марта 1985, заседал с 1985 по 1990 гг.)
- Список депутатов Верховного Совета БАССР двенадцатого созыва (заседал с 1990 по 1993 гг.)

## Интересные факты
В 2002 году в РБ был создан Музей истории парламента Республики Башкортостан. Музей располагается в Доме Государственного Собрания — Курултая Республики Башкортостан. В музее представлены экспонаты по многолетней истории парламентаризма в Башкортостане: документы, фотографии, книги, значки, публикации.
Часть экспозиции посвящена Конституциям БАССР и Республики Башкортостан 1925, 1937, 1978, 1993 годов.